# Municipio de Turtle Creek (Minnesota)
El municipio de Turtle Creek (en inglés: Turtle Creek Township) es un municipio ubicado en el condado de Todd en el estado estadounidense de Minnesota. En el año 2010 tenía una población de 295 habitantes y una densidad poblacional de 3,18 personas por km².

## Geografía
El municipio de Turtle Creek se encuentra ubicado en las coordenadas 46°9′30″N 94°43′24″O / 46.15833, -94.72333,  y según la Oficina del Censo de los Estados Unidos, el municipio tiene una superficie total de 92.64 km², de la cual 85,28 km² corresponden a tierra firme y (7,95 %) 7,36 km² es agua.

## Demografía
Según el censo de 2010, había 295 personas residiendo en el municipio de Turtle Creek. La densidad de población era de 3,18 hab./km². De los 295 habitantes, el municipio de Turtle Creek estaba compuesto por el 98,64 % blancos, el 0,68 % eran amerindios, el 0,34 % eran asiáticos y el 0,34 % eran de una mezcla de razas. Del total de la población el 2,37 % eran hispanos o latinos de cualquier raza.